# موموكو هيراتا
موموكو هيراتا (باليابانية: 平田桃子) هي راقصة يابانية، ولدت في 1985.